# Perrine Dugué
Pour les articles homonymes, voir Dugué.
Perrine Dugué, née le 24 avril 1777 à La Ménagerie (Thorigné-en-Charnie et morte le 22 mars 1796 à La loge-Bréhin (Saint-Jean-sur-Erve), est une jeune fille dont le meurtre sauvage, et les prétendus pouvoirs guérisseurs de sa sépulture, donnèrent lieu à un important culte populaire. Elle est ainsi surnommée la « Sainte tricolore », la « Sainte républicaine », « La Sainte bleue », ou encore « la Sainte aux ailes tricolores ».

## Histoire
Perrine Dugué, fille de Jean Dugué et de Marie Renard, issue d’une famille réputée pour sa ferveur républicaine, est née à la ferme de la Ménagerie à Thorigné-en-Charnie le 24 avril 1777. Le « mardi saint 2 germinal an IV » — elle habite alors à la ferme des Pins sur la route de Thorigné à Saint-Denis-d'Orques — elle se rend, par les chemins qui traversent la forêt de la Charnie, au marché de Sainte-Suzanne, avec des voisins fermiers, dont M. Marteau, fermier à la Babinière. Elle compte aussi rendre visite à ses frères aînés, Antoine et Jean, qui ont rejoint la garnison républicaine de Sainte-Suzanne après l’incendie de l’église de Thorigné par les chouans. Ces derniers soupçonnent Perrine de les renseigner.
Trois chouans arrêtent le groupe à la « Lande de Blandouet », au croisement des chemins allant de Blandouet à Chammes et de Thorigné à Sainte-Suzanne, à proximité du chêne des Évêts (ou Évais) ; ils font descendre Perrine de cheval, et renvoient les fermiers, dont les sieurs Marteau et Houtin. « Ils forcèrent la jeune fille de descendre de cheval et, sur les observations du sieur Houtin, ils répondirent à celui-ci que ce qu’ils faisaient ne le regardait pas et l’incitèrent à passer son chemin, ou sinon… »
La suite de l’histoire comporte deux versions, l’une « politique », l’autre crapuleuse. Selon les uns, les chouans supposent Perrine porteuse d’un message adressé par les patriotes de Thorigné aux gardes républicains de Sainte-Suzanne, dont font partie deux de ses frères. Ils la soupçonnent donc d’être une espionne. Après avoir déchiré ses vêtements, ils trouvent le message dans ses chaussures. Ils la massacrent ; on la retrouve agonisante trois jours plus tard. Elle est enterrée à proximité, et au moment où elle est ensevelie à proximité au lieu-dit la Giaisière, une femme l’approchant est « miraculeusement » guérie d’une infirmité.
L’autre version, beaucoup plus documentée, rapporte que les trois brigands conduisent la jeune fille près de la ferme de Peloye où se trouvait la « loge à Cotereau ». Là, ils veulent abuser d’elle et, sur sa résistance, l’assassinent à coups de sabre et l’écrasent sous les sabots de leurs chevaux. Ils la laissent sur place où elle est retrouvée trente heures après, respirant encore, mais près de rendre le dernier soupir, par un nommé Bréhin, probablement Gabriel Bréhin, né à Livet vers 1757, domicilié aux Bouts de Lande à 1 200 m environ. « Celui-ci et quelques voisins creusèrent une fosse à l’endroit même et y descendirent le corps de la victime avec tous ses vêtements au moyen de deux harts ». Le lieu dit « La loge à Cotereau », peut être aujourd’hui la ferme connue sous le nom de Loge-Bréhin.
Dans les mois qui suivent, la rumeur de la « sainteté » de Perrine Dugué et de ses pouvoirs de guérison, se répand. Les miracles qui sont attribués à « la sainte qu’on avait vu monter au ciel avec des ailes tricolores [sic] » déclenchent un véritable culte populaire, qui attire des milliers de pèlerins venus obtenir la guérison ; cet afflux draine aussi des marchands ambulants (de cierges, de vivres…) sur sa tombe. 
Extrait d’une lettre de Mlle Viroux de la Perrière du 23 juillet 1797 : « Depuis six mois, le patriotisme l’a mise au nombre des Saintes. Elle fait, disent-ils, tous les jours des miracles, si bien que c’est un concours de peuples qui vont sur sa fosse par troupes souvent de mille à quinze cents, de tous côtés ; ils y vont en voiture quelquefois par plus de vingt ou trente chargés de provisions et de gens estropiés, autant de cervelle que de corps ; Ils portent tous des cierges, ils prennent de la terre et des dégouts de la cire et font des boules, se frottent le corps avec, et se couchent sur la fosse ». « La terre était couverte de neige et la tombe était couverte de fleurs qu’on appelle chandeleur, et la neige n’y était pas restée »
C’est en raison de cet afflux de pèlerins sur la tombe de Perrine que, grâce à leurs dons et à celui d’un fermier voisin qui fournit le terrain, on construit pour elle une chapelle à proximité de ferme de la Haute-Mancellière (commune de Saint-Jean-sur-Erve). Le culte décline alors aussi vite qu’il s’est développé. Cette chapelle existe toujours près de la route de Thorigné à Sainte-Suzanne. Devant l’autel, la pierre tombale porte l’inscription : « Ici est antaisre le corps de citoyenne Perine Dugué de la commune de Torigny decede le 22 mars 1796 vs age de 17 ane requiesca in pace »

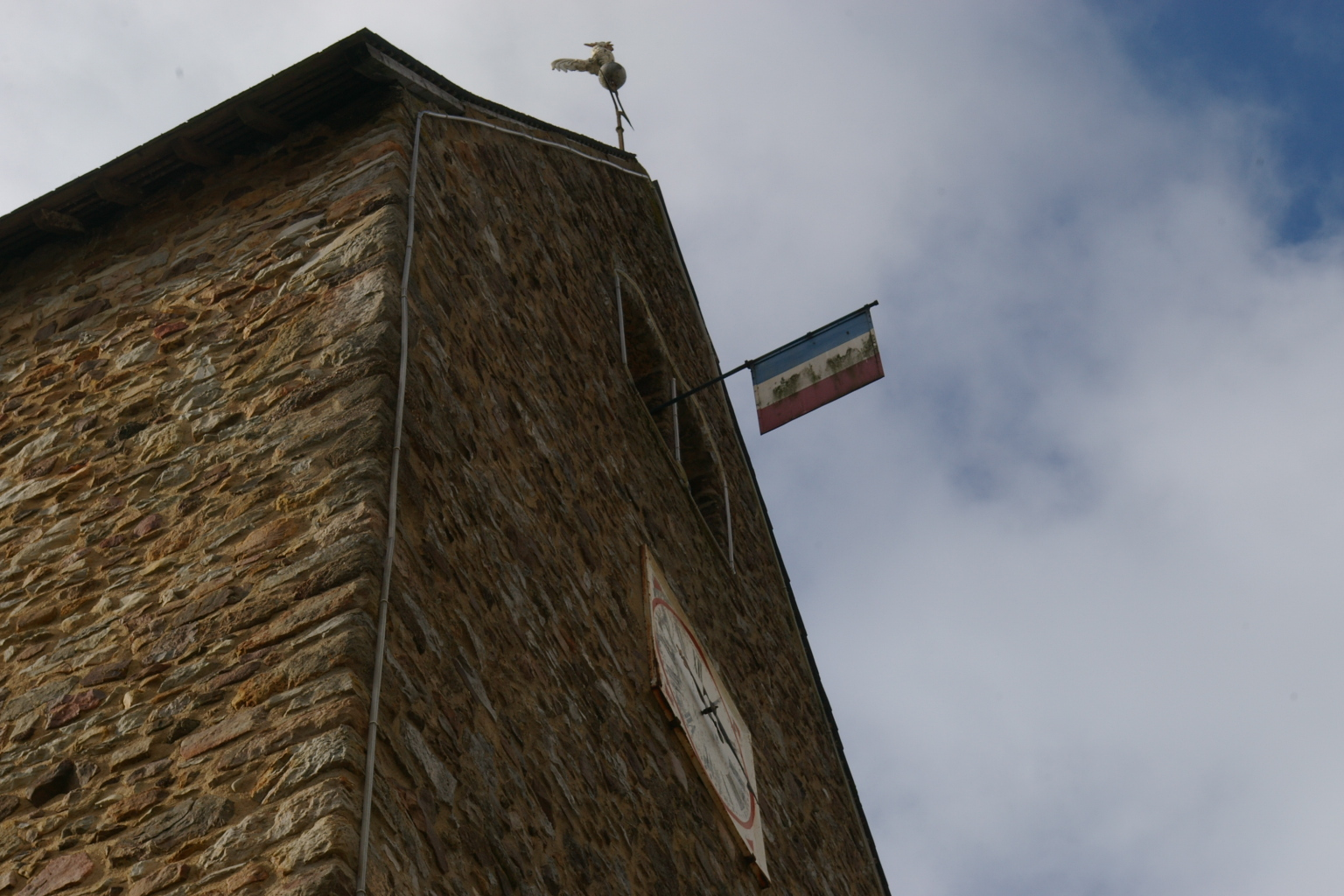
Un drapeau tricolore métallique rappelle, au faîte du clocher de Thorigné, le combat mené par les troupes républicaines contre les chouans en octobre 1795.
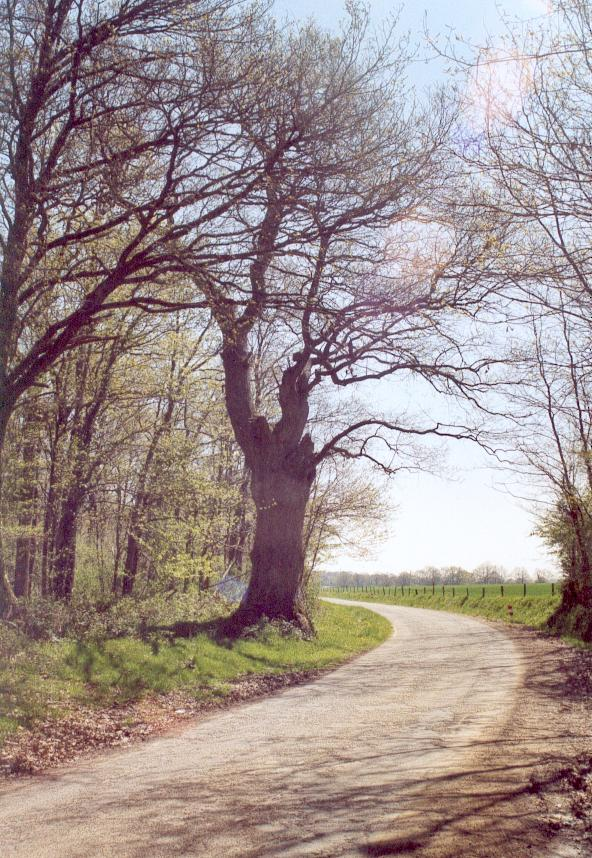
Le chêne des Évêts près duquel Perrine Dugué fut arrêtée par trois Chouans le 22 mars 1796.
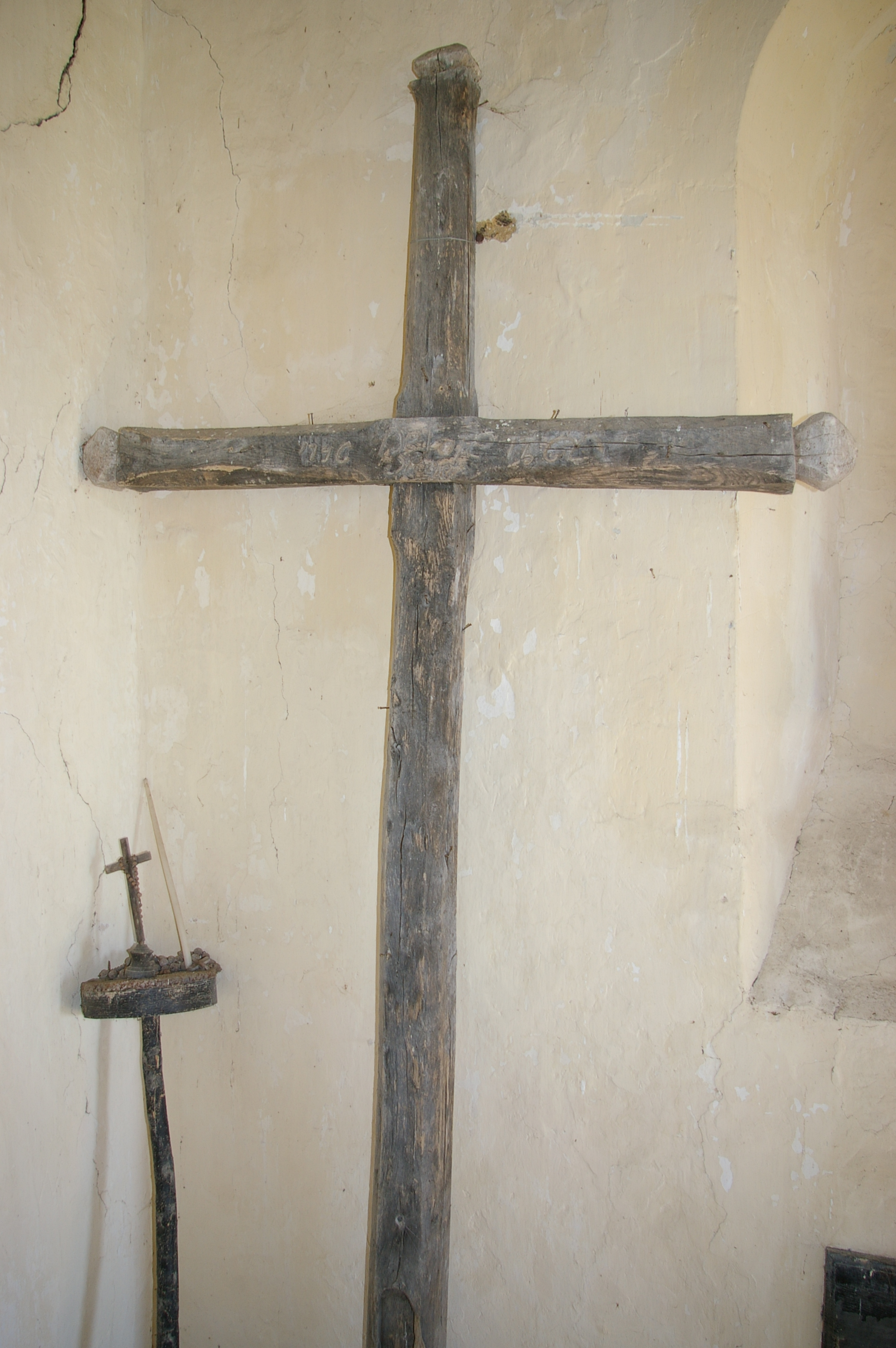
Une croix de bois de 3 m de haut fut plantée sur la tombe provisoire de Perrine Dugué. Elle porte deux inscriptions distantes de 230 ans : « Peloye 1566 » (nom de la ferme voisine) et « Dugué 1796 » Cette croix se situe aujourd'hui dans la chapelle de la Haute-Mancellière où gît le corps de Perrine.
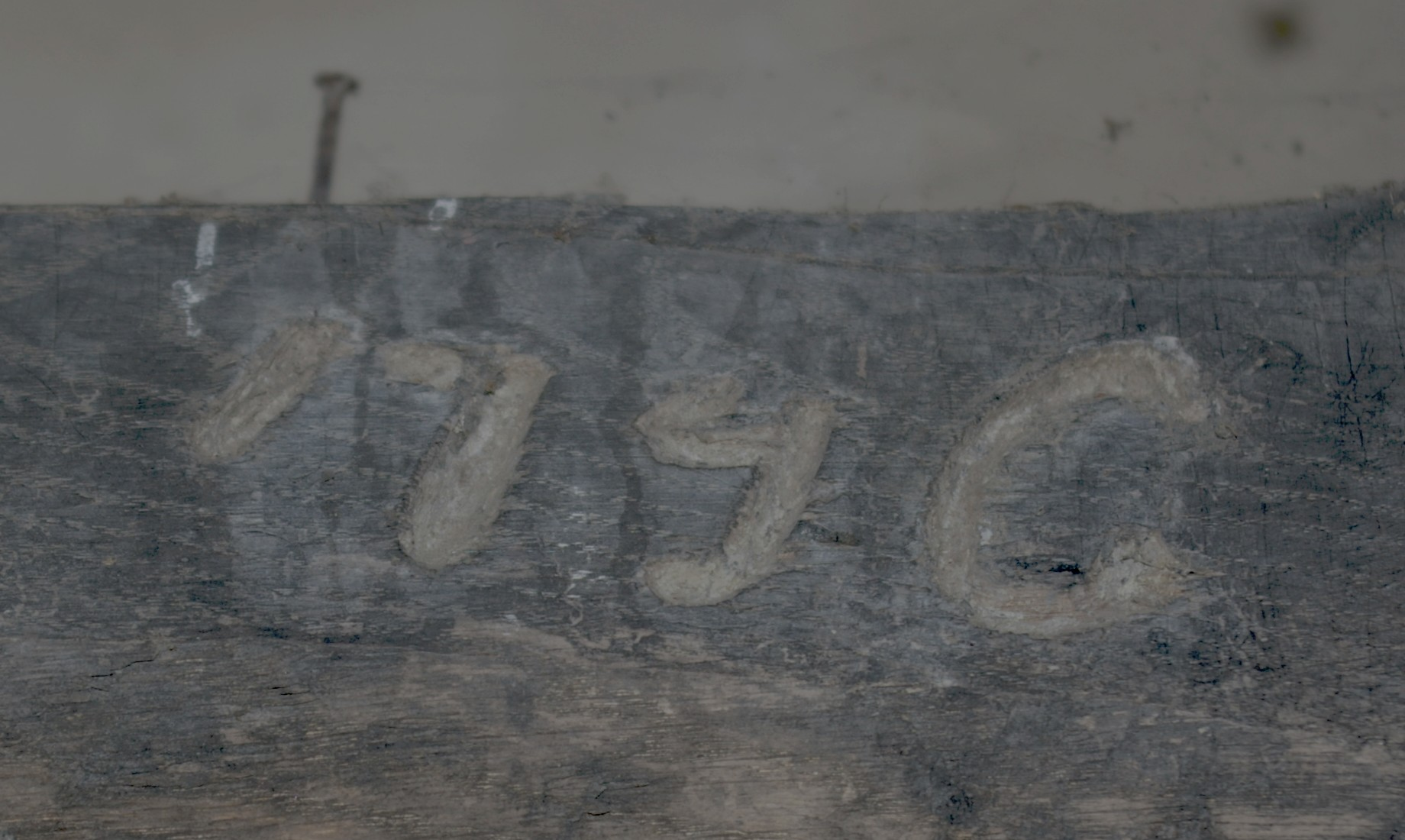
La date 1796 gravée dans le bois de la croix.
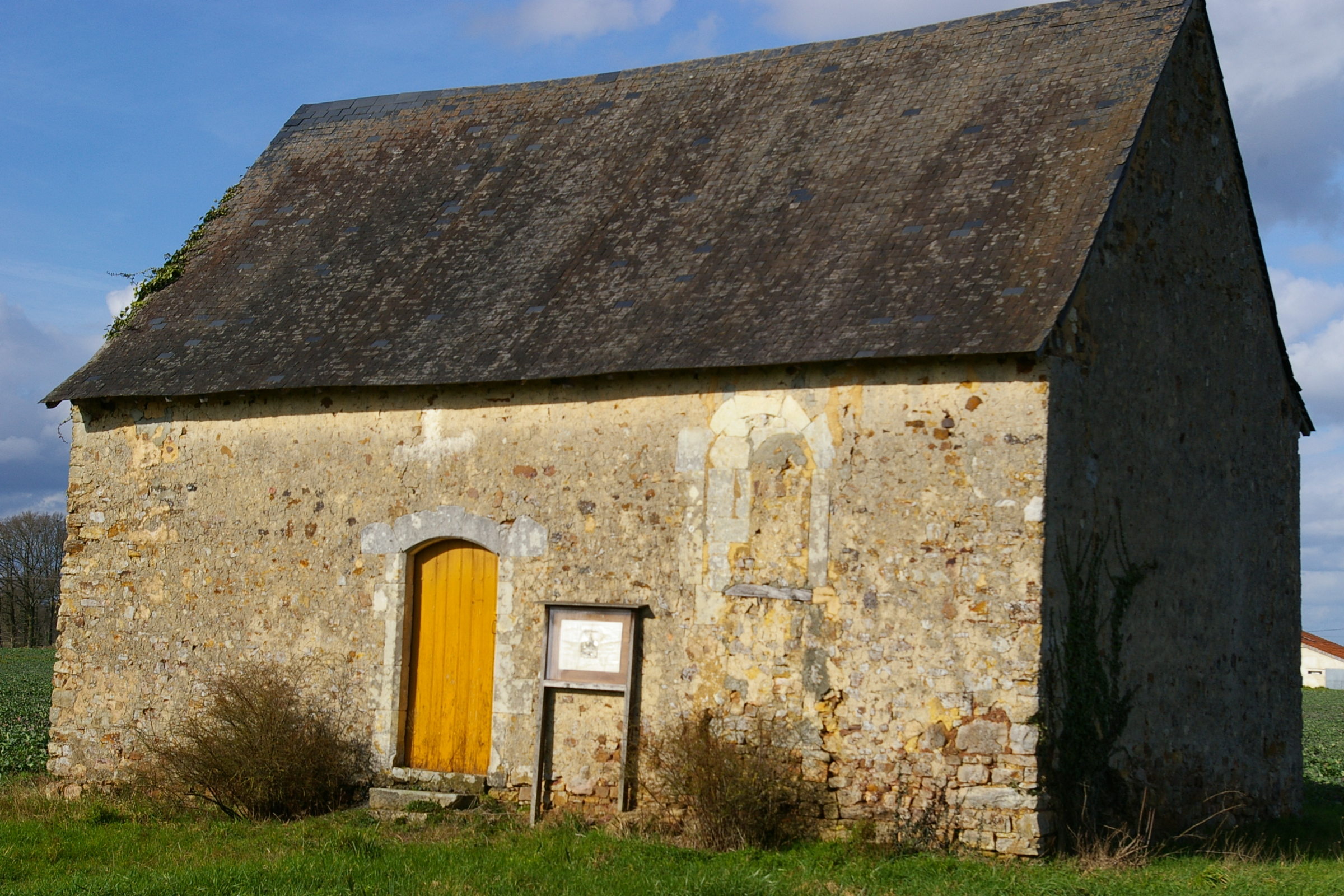
La chapelle de Perrine Dugué.
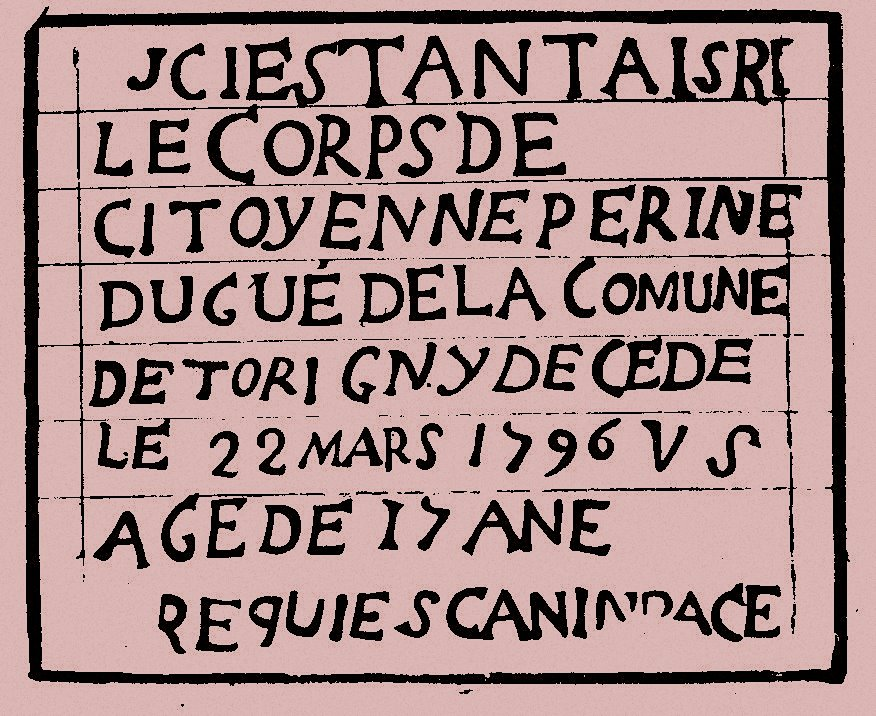
Épitaphe.

## Illustrations
Trois images et trois complaintes de l’époque nous rapportent une version, que l’on sait aujourd’hui fausse, de l’histoire, – mais qui était probablement la seule, « politiquement correcte », connue de la majorité des pèlerins –, en désignant comme coupables un ou des soldats de la République :
- Gravure sur bois de Pierre-François Godard gravée à Alençon en 1796, pour une édition populaire de complaintes en l’honneur de Perrine Dugué, reprise dans le livre de Robert Triger Sainte-Suzanne, son histoire et ses fortifications, Sté Historique et archéologique du Maine, 1907) et dans le fascicule de l’Abbé Augustin Ceuneau Un culte étrange pendant la Révolution : Perrine Dugué, la Sainte aux ailes tricolores, 1777-1796. Cette gravure, conservée au Musée national des Arts et Traditions populaires, représente la jeune fille au premier plan, marchant avec son panier. À sa gauche est représenté son meurtre par un hussard et à sa droite la guérison d’une malade qui lâche ses béquilles en criant au miracle, au pied d’un tombeau de Perrine tout droit sorti de l’imagination du graveur.
- Gravure de Portier, du Mans : complaintes sur la mort de Perrine Dugué (col. Musées du Mans) ;
- Gravure de Letourmy, d'Orléans : complainte véritable sur la mort de Perrine Dugué (coll. Musée de l'Image, dépôt du MDAAC, Épinal).

Les autres documents connus sont, pour la plupart, issus de correspondances privées et renseignent surtout sur le « culte ». Dans un rapport républicain, assez caricatural, on attribue le meurtre aux « bleus ». L'acte de décès ne renseigne pas sur les circonstances de la mort, et ce maigre corpus est complété par des témoignages oraux recueillis par les ecclésiastiques locaux s'étant intéressés à l'affaire au milieu du XIXe siècle.

## Épilogue
Un petit carnet manuscrit, intitulé Histoire de Perrine Dugué, a été retrouvé en 2005 dans le grenier d’une maison de Sainte-Suzanne, le Ravelin. Il a été rédigé le 24 janvier 1891 par Gervais Pômier, (ancien notaire et adjoint au maire de la commune), alors âgé de 87 ans, deux mois avant sa mort. Cette rédaction a été provoquée par la redécouverte par Gervais Pômier d’un précédent carnet rédigé en 1856, dont l’encre commençait à s’effacer, et qui relatait la conversation qu’il avait eue lui-même avec Guillaume Dergère (1784-1857), de Thorigné, lequel, adolescent, avait assisté personnellement à l’exhumation du corps de Perrine au moment de son changement de sépulture, dix-huit mois après sa mort.
C’est pourquoi Gervais Pômier le réécrit tout en y rajoutant ses propres souvenirs, liés au devenir de l’un des assassins qu’il nomme, ainsi que cinq couplets de la complainte qu’il a « si souvent entendu chanter ».
Le carnet en question est aujourd’hui déposé au Musée de l'auditoire à Sainte-Suzanne. 
L’école publique de Sainte-Suzanne et la salle du conseil de Blandouet portent le nom de Perrine Dugué.
Les communes de Sainte-Suzanne, Saint-Jean-sur-Erve et de Thorigné-en-Charnie ont donné son nom à l’une de leurs rues.

## Les assassins de Perrine Dugué
Le chanoine Pichon relate que les fermiers qui accompagnaient Perrine jusqu’à la rencontre avec les chouans, « connaissaient très bien les trois chouans ». La mère du chanoine qui habitait Vaiges lui montra « bien des fois une pauvre maison située sur le bord de l’étang de Vaiges, sur la route de Vaiges à Laval, où habitait encore un des chouans qui arrêtèrent Perrine ».
Gervais Pômier nomme deux des trois coupables : Julien Broul Petit-Bois et Trouillard.
« Broul Petit-Bois qui passait pour le plus coupable a géré à Sainte-Suzanne, sous la Restauration, un bureau de tabac dont il était titulaire. On entendait souvent chanter devant sa porte la complainte de Perrine Dugué. Pas facile d’en empêcher. Plus tard, je l’ai vu demeurer dans une toute petite loge près de la Devinière et du Brin d’eau. Puis il obtint un emploi à l’octroi de Laval et il est mort là, n’ayant jamais reçu depuis son crime que des preuves de mépris ».
Loin d’être mis en accusation, Julien Broul Petit-Bois sera favorisé à la Restauration : seul son passé de chef chouan, en tant que lieutenant du chevalier de Tercier (adjoint sous le nom de Monsieur Charles à Taillefer, chef de la division de Vaiges) semble alors officiellement connu, pas son passé d’assassin… Ayant fait au nouveau pouvoir la demande d’une pension ou d’une place, on confie à Broul Petit-Bois le bureau de tabac de Sainte-Suzanne. Les archives de l’administration fiscale confirment ce qu’écrit Pômier : un très mauvais accueil du nouveau débitant de tabac par la population pro-républicaine suzannaise, au fait de son crime. Le chiffre d’affaires du débit de tabac de Sainte-Suzanne connaît une chute spectaculaire à son arrivée et il doit rapidement quitter la Cité. Son prédécesseur, Anjubault, écrira : « Depuis la nouvelle nomination au bureau de Sainte-Suzanne, le débit de tabac est prodigieusement diminué… (…) Il est très vrai que ça n’a pas été servir les intérêts du sieur Petit-Bois que de lui donner le bureau de Sainte-Suzanne ; (…) ailleurs peut-être, il eût peut-être été plus heureux… »
Protégés par leurs relations, profitant du fait que les royalistes ne souhaitaient pas, après coup, faire la lumière sur un crime que beaucoup croyaient encore avoir été commis par des républicains, les criminels ne furent pas poursuivis. On ne sait si le  général de Tercier eut connaissance du crime de ses lieutenants, toujours est-il qu’il ne prononça aucune sanction. Tout comme le « culte » de Perrine Dugué est d’origine populaire, c’est le peuple qui a finalement puni ses assassins en organisant leur exclusion sociale.

## À voir
- L'emplacement du chêne des Évêts, à Chammes, lieu-dit la lande de Blandouet près du carrefour des routes de Thorigné à Sainte-Suzanne (D7), et de Blandouet à Chammes, en direction de Chammes.
- La chapelle où repose Perrine Dugué : près de la D7, ferme de la Haute Mancellière, Saint-Jean-sur-Erve. Pour la visiter s'adresser au Musée de l'auditoire à Sainte-Suzanne. La chapelle appartient toujours à la famille Dugué-Roca, descendants de la famille Dugué.
- Le musée de l'auditoire à Sainte-Suzanne.
- Pays d'art et d'histoire Coëvrons-Mayenne

## Sources et Bibliographie
- Texte inspiré des articles de Gérard Morteveille et Anthony Robert pour le Musée de l'auditoire, Association des Amis de Sainte-Suzanne, parus dans le magazine Sarthe-Mayenne Maine-Découvertes no 8 (1996) et no 50 (2006), et des relevés généalogiques et topographiques de Roland Morteveille.
- Léon de La Sicotière, « Perrine Dugué (1796) », Revue illustrée des provinces de l’Ouest, Paris, vol. 11 et 12,‎ 1893-1894, p. 246-253, 49-58 et 115-119. — Première partie (lire en ligne) ; deuxième partie (lire en ligne) ; troisième partie (lire en ligne). Tiré à part (100 ex.) : Savenay, J.-J. Allair, 1894. Il existe un supplément : « Perrine Dugué : supplément », Revue illustrée des provinces de l’Ouest, vol. 13,‎ 1894, p. 147-151, ill. (lire en ligne).
- Robert Triger, Sainte-Suzanne, son histoire et ses fortifications, Sté Historique et archéologique du Maine, 1907), réédité en 1996 aux Éditions régionales de l'Ouest.
- Abbé Augustin Ceuneau, Un culte étrange pendant la Révolution : Perrine Dugué, la Sainte aux ailes tricolores, 1777-1796. Imprimerie Goupil, Laval, 1947.
- Gervais Pômier, Notice sur Perrine Dugué assassinée par 3 chouans aux Landes 1856 + 1891, conservé au Musée de l'auditoire, Association des Amis de Sainte-Suzanne.
- Jeanne Dugué-Roca, Au temps de Perrine, 1991, coll. Musée de l'auditoire, Association des Amis de Sainte-Suzanne.
- Dictionnaire des chouans de la Mayenne, de Hubert La Marle, Association du souvenir de la chouannerie mayennaise, imp. de la manutention, Éditions régionales de l'Ouest, Mayenne, 2005;
- Madeleine-Anna Charmelot; "Perrine Dugué, la « sainte aux ailes tricolores »", Annales historiques de la Révolution française, vol. 253, 1983, p. 454-465
- Albert Soboul, "Sentiment religieux et cultes populaires pendant la Révolution. Saintes patriotes et martyrs de la liberté", Archives de sociologie des religions, vol. 2, 1956, p. 73-87